# Rossiya Airlines
Rossiya Airlines (rusky: Авиакомпания „Россия“», Aviakompaniya "Rossiya, česky „Ruské aerolinie") je ruská letecká společnost se sídlem v Petrohradu a hlavní leteckou základnou na letišti Pulkovo poblíž. Další základny má na letištích Vnukovo v Moskvě, Rostově na Donu a Orenburgu. Společnost byla založena v roce 1992 ruskou vládou. V roce 2004 se spojila se společností Pulkovo Airlines. Od roku 2010 od státu převzal aerolinii dopravce Aeroflot, takže je Rossiya jeho sesterská společnost. V roce 2016 představila společnost nový design a nátěry letadel.
K srpnu 2017 létala společnost do 80 destinací a v březnu stejného roku měla 59 letounů.
Od ruské invaze na Ukrajinu v roce 2022 má společnost zákaz létat do Evropské unie.

## Česko
V Česku tato společnost působila především na letišti Václava Havla v Praze, odkud létala denně na petrohradské Pulkovo (v letní sezóně 2019 celkem jedenáctkrát týdně). V roce 2016 zahájila charterové lety na moskevské Vnukovo.
V minulosti létala společnost také na letiště Karlovy Vary, bylo to mezi roky 2011 až květen 2013. Později od února 2014, tyto lety brzo opět ukončila. Dále společnost na jaře 2017 podnikala charterové lety na letiště Pardubice. Tam v minulosti podnikala mezi roky 2007 až 2008 linku z Petrohradu.

## Flotila

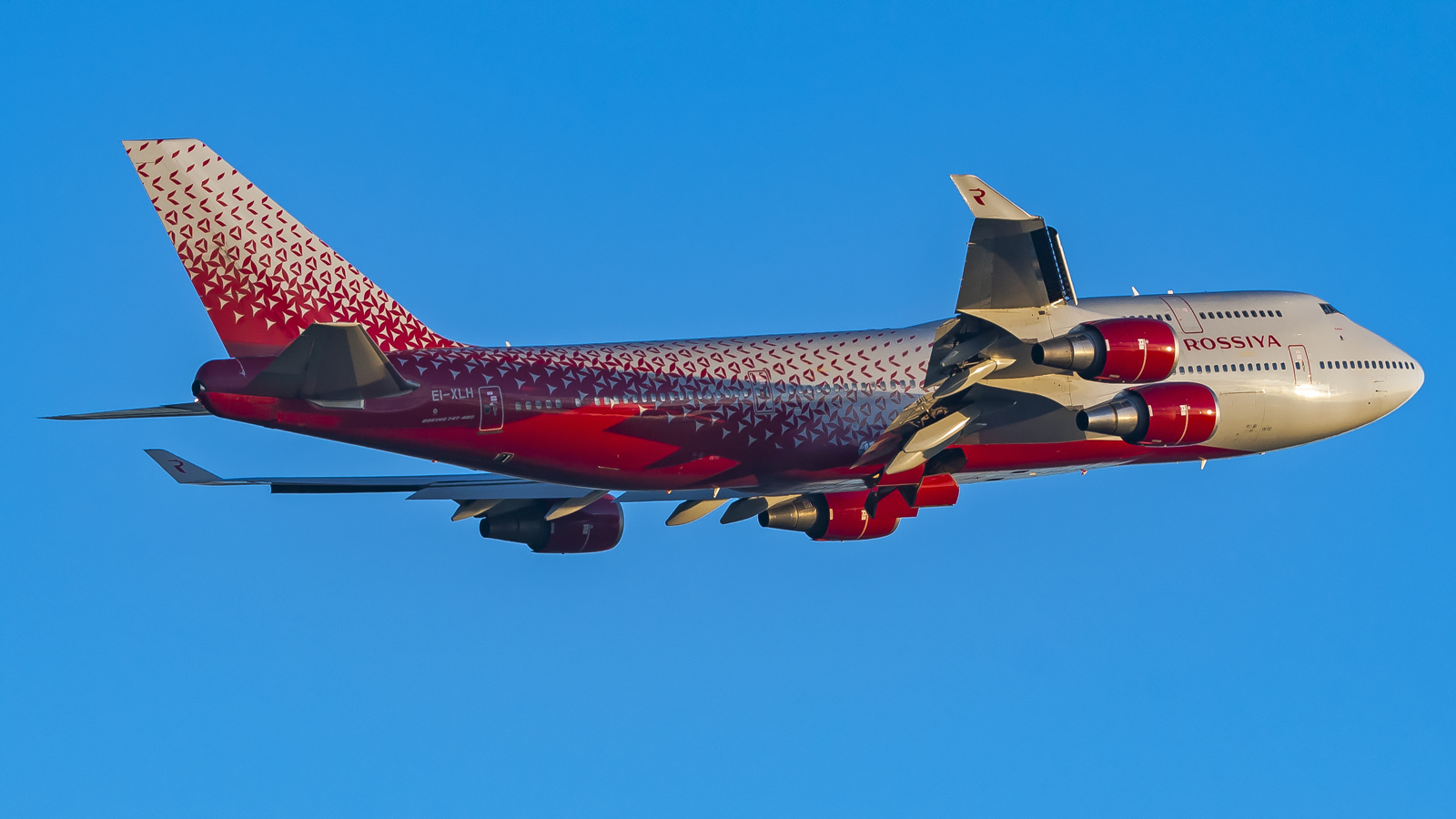
Boeing 747-400 společnost Rossiya v roce 2017

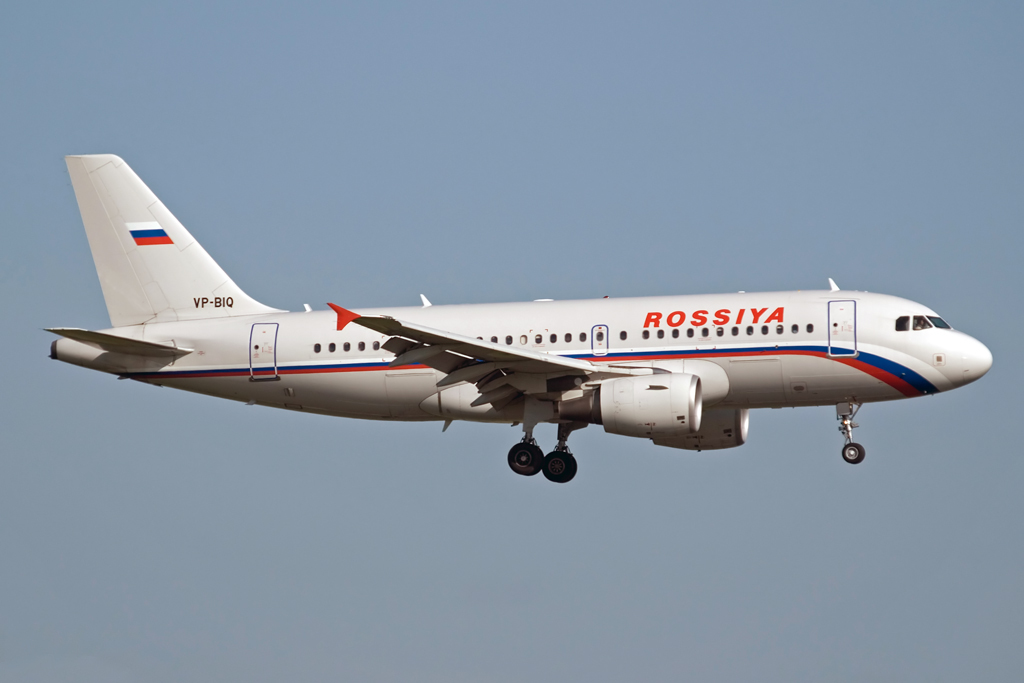
Airbus A320-200 ve starším zbarvení Rossiya

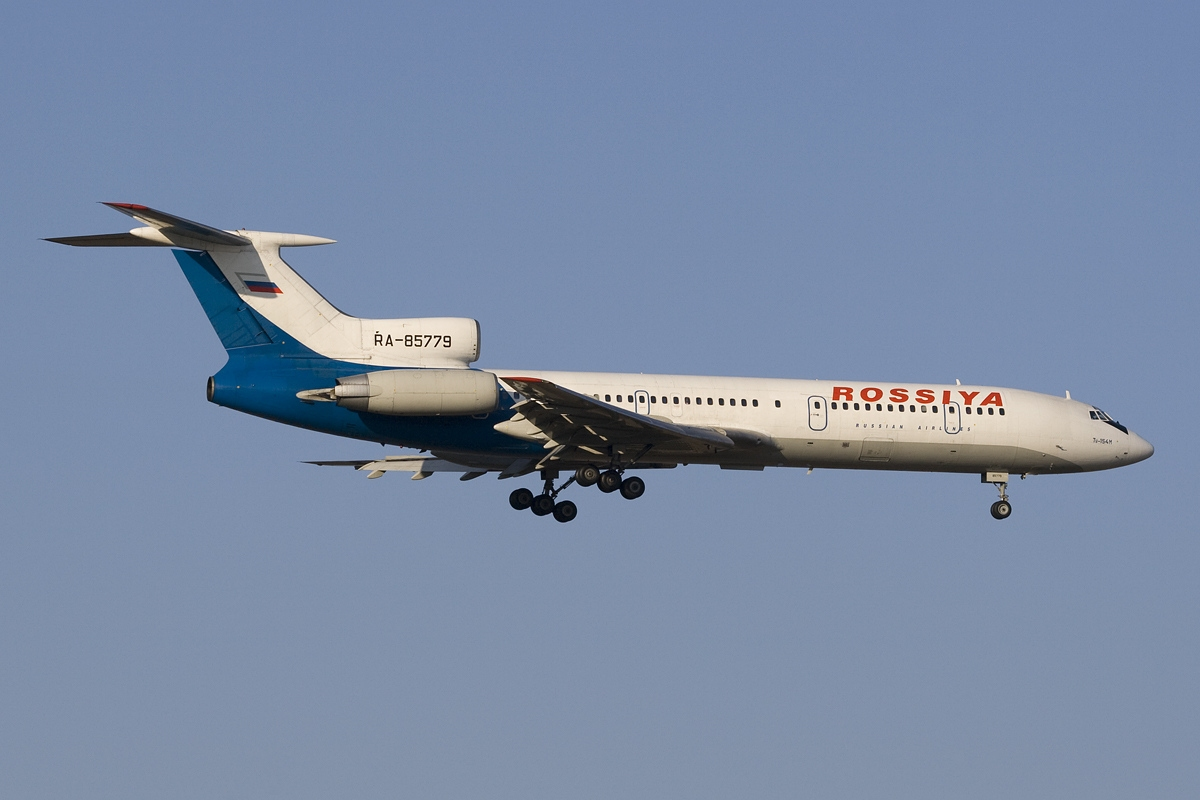
Tupolev Tu-154M v původním zbarvení společnosti

Toto je stav flotily Rossiya v březnu 2017:
| Letadla             | Počet | Objednávky | Cestující | Cestující | Cestující | Poznámky                  |
| Letadla             | Počet | Objednávky | C         | Y         | Celkem    | Poznámky                  |
| ------------------- | ----- | ---------- | --------- | --------- | --------- | ------------------------- |
| Airbus A319-100     | 26    | —          | 20        | 96        | 116       |                           |
| Airbus A319-100     | 26    | —          | 8         | 120       | 128       |                           |
| Airbus A320-200     | 5     | —          | 12        | 156       | 168       |                           |
| Boeing 737-800      | 14    | —          | 8         | 150       | 158       |                           |
| Boeing 737-800      | 14    | —          | 12        | 156       | 168       |                           |
| Boeing 737-800      | 14    | —          | —         | 189       | 189       |                           |
| Boeing 747-400      | 8     | —          | 38        | 409       | 447       | První převzat v roce 2016 |
| Boeing 747-400      | 8     | —          | 12        | 510       | 522       | První převzat v roce 2016 |
| Boeing 777-200ER    | 1     | —          | 14        | 350       | 364       | Bude vyřazen              |
| Boeing 777-300      | 5     | —          | 18        | 355       | 373       |                           |
| Boeing 777-300ER    | —     | 5          | 18        | 355       | 373       | Všech 5 od Emirates       |
| Suchoj Superjet 100 | —     | 20         | 12        | 75        | 87        |                           |
| Celkem              | 59    | 25         |           |           |           |                           |